# Osiedle Błonie (Siedlce)
Os.  Błonie – osiedle w Siedlcach, leży w centralno-północnej części miasta. Budowę osiedla rozpoczęto w 1980 na fali intensywnego rozwoju przemysłu. Osiedle zajmuje obszar ok. 2 ha i w całości zabudowane jest blokami (11- i 4-piętrowymi).

## Położenie
Osiedle znajduje się pomiędzy ulicami:
- Błonie (od północy i wschodu),
- M. Asłanowicza (od południa),
- Czerwonego Krzyża (od zachodu).

Osiedle graniczy z:
- Centrum Kształcenia Zawodowego (od północy i od wschodu),
- Os. Czerwonego Krzyża (od zachodu),
- domami jednorodzinnymi (od południa).